# ميغيل غوتيريز (لاعب كرة طائرة)
ميغيل غوتيريز (21 فبراير 1997 في كوبا - ) هو لاعب كرة طائرة كوبا في مركز مهاجم ‏. لعب مع Robur Ravenna ‏.

## وصلات خارجية
- ميغيل غوتيريز (لاعب كرة طائرة) على موقع الاتحاد الأوروبي (الإنجليزية)
- ميغيل غوتيريز (لاعب كرة طائرة) على موقع دوري الدرجة الأولى الإيطالي للكرة الطائرة - رجال (الإيطالية)